# Édith Grattery

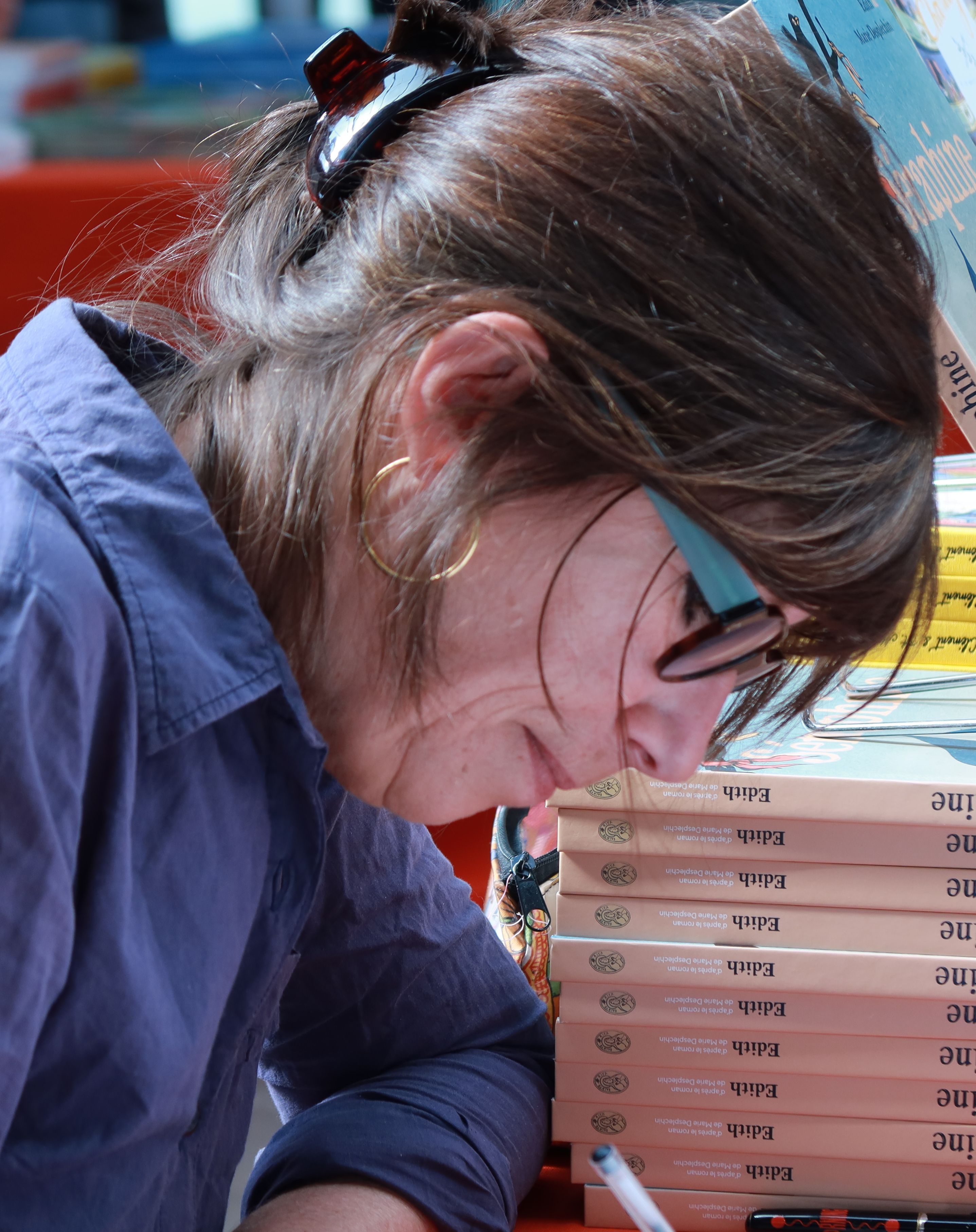
Édith Grattery, 2023

Édith Grattery (* 25. Juli 1960 in Marseille), besser bekannt unter ihrem Künstlernamen Édith, ist eine französische Comiczeichnerin und Illustratorin.

## Leben
Édith wurde 1979 an der École nationale supérieure des arts décoratifs in Paris aufgenommen. 1984 trat sie dem von Cromwell, Arthur Qwak und ihrem Lebensgefährten Riff Reb’s gegründeten Comic-Kollektiv Asylum bei. Sie arbeitete an mehreren Büchern von Riff Reb's oder Cromwell mit und beteiligte sich am Comicmagazin Circus.
Ihr erstes Album Ornicar nach einem Szenario von Gilles Gonord erschien 1988 bei Futuropolis. Das Publikum entdeckte sie 1990 mit der Serie Basil et Victoria (Szenario von Yann le Pennetier). Jack, das zweite Album der Serie, erhielt beim Festival International de la Bande Dessinée d’Angoulême 1993 den Prix du meilleur album und die Serie wurde schließlich unter dem Titel Orson et Olivia als Zeichentrickfilm adaptiert.
Neben dem Comiczeichnen verfolgt Édith eine Karriere als Illustratorin in Jugendverlagen. Im Jahr 2008 erhielt sie den großen Preis des Festivals Des Planches et des Vaches in Hérouville-Saint-Clair in der Normandie für ihr Gesamtwerk.
Ihr Comic Le Jardin de minuit, eine Adaption des Jugendromans Tom et le jardin de minuit von Philippa Pearce, wurde auf dem Salon du livre et de la presse jeunesse in Montreuil mit dem Pépite 2015 ausgezeichnet und war Teil des offiziellen Wettbewerbs des Festivals von Angoulême 2016 in der Sélection Jeunesse.
Im November 2021 wurde Édith auf dem 38. Festival BD Boum in Blois mit dem Prix Grand Boum 2021 für ihr Lebenswerk ausgezeichnet.

## Veröffentlichungen

### Comics
- Le Bal de la sueur (Szenario mit Ralph), mit Riff Reb's und Cromwell (Zeichnung):

1. Le Bal de la sueur, EDS, 1985
2. Aaargl ! Glénat, 1987

- Ornicar (Zeichnung), mit Gilles Gonord (Szenario), Futuropolis, 1988, ISBN 2-7376-5698-2.
- Basil et Victoria, Szenario von Yann, Les Humanoïdes associés:

1. Sati, 1990, ISBN 2-7316-0752-1.
2. Jack, 1992, ISBN 2-7316-0995-8.
3. Zanzibar, 1995, ISBN 2-7316-1096-4.
4. Pearl, 2006, ISBN 2-7316-1653-9.
5. Ravenstein, 2007, ISBN 978-2-7316-1929-4.

- My name is dog, Szenario von Riff Reb's, Stakhano, 1994, ISBN 3-89311-268-5.
- Quatre punaises au club, mit Florence Cestac, Dodo und Nathalie Roques, Éditions Albin Michel, L'Écho des Savanes, 1995, ISBN 2-226-07831-2.
- Eugène de Tourcoing-Startrec, Szenario von Corcal, Casterman:

1. Montmartre no future. 2001, ISBN 2-203-38963-X.
2. Les enfants du siècle. 2003, ISBN 2-203-38700-9.

- Le Trio Bonaventure, scénario de Corcal, Delcourt:

1. La maison jaune, 2002, ISBN 2-84055-890-4.[9]
2. Le pays tout en haut, 2002, ISBN 2-84789-598-1.
3. L'enfant de sable, 2002, ISBN 2-7560-0080-9.[10]

- Les Hauts de Hurlevent d'Emily Brontë, Szenario von Yann nach dem Buch von Emily Brontë, Delcourt, Ex-Libris:

1. Band 1, 2009, ISBN 978-2-7560-1380-0.
2. Band 2, 2010, ISBN 978-2-7560-1381-7.

- La Chambre de Lautréamont, Szenario von Corcal, Futuropolis, 2012[11]
- Notre Mère la Guerre -  HS1. Chroniques, mit Kris (Szenario), Zeichnung von Maël, Édith Grattery, Jeff Pourquié, Hardoc, Vincent Bailly et Damien Cuvillier, Futuropolis, 2014, ISBN 978-2-7548-1155-2.
- Le Jardin de minuit, Adaption des Jugendromans Tom et le jardin de minuit von Philippa Pearce, Soleil Productions, Noctambule, 2015[6]
Pépite 2015 catégorie BD/Manga,[12] au Salon du livre et de la presse jeunesse - Sélection Jeunesse du festival d'Angoulême 2016
- Emma G. Wildford, Szenario von Zidrou, Soleil

### Jugendliteratur
- Jaune d'œuf, Text von Rascal, Pastel, 1992.
- Privés de vacances, Text von Rascal, Pastel, 1993.
- Noël, Text von Rascal, Pastel, 1993.
- Mon doudou, Text von Rascal, Pastel, 1996.
- J'ai déjà donné, Text von Rascal, Pastel, 1996.
- De ma fenêtre, Text von Rascal, Pastel, 1997.
- Sur mon trône, Text von Rascal, Pastel, 1997.
- Maman bobo, Text von Rascal, Pastel, 1999.
- La chasse aux poux, Text von Rascal, Pastel, 1999.
- Plume de vache, Text von Rascal, Pastel, 1999.
- Un petit roi ne pleure pas, Text von Béatrice Duru-Renard, Pastel, 2002.

### Jugendromane
- La fiancée du fantôme, Text von Malika Ferdjoukh, L'École des loisirs, 1999.
- Joséphine a disparu, Text von Moka, L'École des loisirs, 2000.
- Batterie et lunettes noires, Text von Christian Jolibois, Père Castor, 2001.
- Pour Noël, réveillons nous, Text von Elsa Devernois, Père Castor, 2001.
- Le fantôme à la jambe de bois, Text von Marie-Hélène Delval, Père Castor, 2002.
- Princesse Zelina, Text von Bruno Muscat, Bayard, 2002–2003 (sechs Bände).

### Animation
- Il était une fois…, Adaptation von Jack et le Haricot magique, 1995

## Preise und Auszeichnungen
- 1993: Alph-Art des besten Albums für Jack beim Festival von Angoulême[3]
- 2008: Großer Preis des Festivals Des Planches et des Vaches[5]
- 2015: Preis Pépite BD/Manga des Salon du Livre et de la Presse jeunesse in Montreuil für Le Jardin de minuit[12]
- 2016: Offizielle Auswahl des Festivals von Angoulême (Jugend) für Le Jardin de minuit
- 2018: Offizielle Auswahl des Festivals von Angoulême für Emma G. Wildford
- 2021: Preis Grand Boum der Stadt Blois für ihr Lebenswerk[13]